# Claveringi vár
Az angliai Clavering vára egy mára már teljesen elpusztult erőd, melynek alapítását Anglia normann hódítása előttre teszik. A vár védett műemlék.

## Mai állapota
A claveringi vár a Stort folyó déli partján fekszik, tőle kb. 50 méterre északra található a Szűz Mária és Szent Kelemen-templom. A várból mára csupán egy téglalap alaprajzú, 150 és 100 m oldalhosszúságú, egykor körbekerített földmű és egy 26 méter hosszú és 5 méter mély árok maradt meg. Az árokban részben még most is víz van. Az egykori körbekerített várudvar talajszintje megegyezik a körülötte elterülő területével. A talajon belüli egyenetlenségek azonban föld alatti szerkezetek nyomait mutatják, melyek a korábban itt álló épületek alapozásai lehetnek. A várudvar eredeti bejárata a délkeleti sarkon volt. A vártól északra további mesterséges földsáncok, csatornák és vízgyűjtők fedezhetőek fel, melyek egy korábban a Stort folyó partján működő malom létezését bizonyítják. A malom korát eddig nem határozták meg.
A vár valószínűleg ringwork típusú lehetett, amely a kora középkori erődítés egyik népszerű példája volt: a földet kör vagy ovális alakban halmozták fel, tetején pedig fasáncot emeltek. Így egy belső védett udvar jött létre, ahol különböző épületeket emeltek.
2005-ben s Clavering Landscape History Group önkéntesei régészek segítségével felmérték a föld alatti szerkezeteket és pontos helyszínrajzot készítettek a várról és környékéről.

## Története
A helyszínt az egyik olyan várként azonosítják, ahová Hitvalló Eduárd angol király udvarának francia tagjai menekültek 1052-ben, még a normann hódítás előtt. Ezt támaszthatja alá, hogy az Angolszász krónika említést tesz egy Londontól északra található várról, egy bizonyos Robert váráról. Robert Fitz Wymarc Hitvalló Eduárd követője és támogatója volt. A fennmaradt mesterséges művek ennek ellenére a 12. században vagy annál kicsit később keletkeztek, kialakításuk azonban eltér a korabeli váraktól elvárttól.
A claveringi vár a középkorban a helyi majorság központja volt. A bizonyítékok alapján a helyen fazekasműhely működött, az állati eredetű csontok és vázak pedig arra utalnak, hogy a helyszínen emberek éltek. A folyót szabályozták, csatornákat és mesterséges tavakat alakítottak ki. Az 1300-as éveket követően a majorság új helyre költözött, és valószínű, hogy a vár területét ezek után kizárólag mezőgazdasági célokra használták. A 18. században a falak nyomai még láthatóak voltak. A Claveringről készült első, 1783-as, térkép a vár helyén egy gyümölcsöst jelöl.

## Fordítás
Ez a szócikk részben vagy egészben  a   Clavering Castle című angol Wikipédia-szócikk ezen változatának fordításán alapul.  Az eredeti cikk szerkesztőit annak laptörténete sorolja fel. Ez a jelzés csupán a megfogalmazás eredetét és a szerzői jogokat jelzi, nem szolgál a cikkben szereplő információk forrásmegjelöléseként.